# Mihail Dudaš
Mihail Dudaš (in serbo Михаил Дудаш?; Novi Sad, 1º novembre 1989) è un multiplista serbo.

## Palmarès
| Anno | Manifestazione    | Sede           | Evento    | Risultato | Prestazione | Note             |
| ---- | ----------------- | -------------- | --------- | --------- | ----------- | ---------------- |
| 2008 | Mondiali juniores | Bydgoszcz      | Decathlon | Bronzo    | 7663 p.     |                  |
| 2009 | Europei under 23  | Kaunas         | Decathlon | Bronzo    | 7855 p.     |                  |
| 2010 | Europei           | Barcellona     | Decathlon | dnf       | dnf         |                  |
| 2011 | Europei under 23  | Ostrava        | Decathlon | Bronzo    | 8117 p.     | Record nazionale |
| 2011 | Mondiali          | Taegu          | Decathlon | 6º        | 8256 p.     | Record nazionale |
| 2012 | Europei           | Helsinki       | Decathlon | 4º        | 8154 p.     |                  |
| 2012 | Giochi olimpici   | Londra         | Decathlon | dnf       | dnf         |                  |
| 2013 | Europei indoor    | Göteborg       | Eptathlon | Bronzo    | 6099 p.     | Record nazionale |
| 2013 | Mondiali          | Mosca          | Decathlon | 14º       | 8275 p.     | Record nazionale |
| 2016 | Europei           | Amsterdam      | Decathlon | Bronzo    | 8153 p.     |                  |
| 2016 | Giochi olimpici   | Rio de Janeiro | Decathlon | dnf       | dnf         |                  |
| 2017 | Europei indoor    | Belgrado       | Eptathlon | 14º       | 5239 p.     |                  |
| 2017 | Mondiali          | Londra         | Decathlon | dnf       | dnf         |                  |